# Winzer (videogioco)
Winzer (lett. "viticoltore" in tedesco) è un videogioco gestionale che simula un'azienda vitivinicola, pubblicato nel 1991 per i computer Amiga, Atari ST, Commodore 64 e MS-DOS e nel 1992 per la console Commodore CDTV dall'editrice tedesca Starbyte, di Bochum. È organizzato a turni e si basa su un'interfaccia testuale, con immagini decorative statiche.
Il programma uscì soltanto in tedesco. Esiste almeno una versione in inglese per Commodore 64, ma non fu pubblicata commercialmente.
Nel 1997 la Starbyte pubblicò Winzer Deluxe, un remake per Windows 95 su CD-ROM. La meccanica di gioco rimase sostanzialmente la stessa, ma con miglioramenti marginali nel controllo del mouse, grafica a schermo intero renderizzata e in parte interattiva, e l'aggiunta di un lessico del vino nello stile dell'aiuto di Windows.

## Modalità di gioco
Il giocatore deve sviluppare l'azienda, dalla coltivazione fino alla vendita del vino imbottigliato. Partecipano sempre quattro viticoltori in competizione tra loro, controllati da giocatori umani o dal computer. Ogni concorrente può scegliere di stabilirsi in una tra quattro regioni vinicole della Germania, con effetti diversi sulla crescita dei vari vitigni. Si inizia con 10 ettari coltivabili a vigna, alcune attrezzature e un capitale di 40.000 marchi. L'obiettivo è raggiungere per primi 1000 punti, che si ottengono principalmente con certificazione dei propri vini, produzione di spumanti di qualità, partecipazione a concorsi regionali e nazionali, quindi sebbene sia fondamentale aumentare i guadagni non si tratta solo di questo. Con sei possibili varietà di uva rossa e bianca, si può decidere di produrre vini economici per il mercato di massa, oppure più raffinati, come vini da muffa nobile, vino di ghiaccio o Spätlese.
L'interfaccia è testuale e basata su un sistema di menù e sottomenù controllati tramite cursore, con dati spesso riportati sotto forma di tabulati. Le voci del menù principale sono intitolate a luoghi che rappresentano gruppi di funzioni (città, vigneto, capannone, magazzino, cantina, abitazione). Ci sono illustrazioni statiche in gran parte delle schermate e sottofondo musicale, entrambi opzionalmente disattivabili.
Il gioco è organizzato in turni mensili, a partire dal gennaio 1975. In ogni turno si possono eseguire liberamente diverse azioni, legate alla stagione. Tra queste, piantare vari tipi di vite, concimazione, gestione parco macchine, vendemmia, spremitura e conservazione in botte, gestione della capacità di stoccaggio, imbottigliamento, vendita all'ingrosso e al dettaglio, esportazione. Nel menù città sono possibili molte funzioni, come certificazione agli enti delle proprie varietà di vino, prestiti bancari, pubblicità, assunzione di lavoratori. Si possono compiere anche azioni illegali: contraffazione del vino e corruzione del relativo ispettore, sabotaggio dei concorrenti. Si ricevono regolarmente bollettini meteorologici che dipendono dalla regione e possono verificarsi altri eventi casuali.
Il tempismo ha un ruolo chiave in tutto ciò che si fa; ad esempio è importante scegliere i tempi di raccolta ottimali per i vari vitigni, considerando anche che con i frutti più maturi si ottiene meno massa, ma più classe; e anche i periodi di conservazione lunghi possono dare prodotti migliori, ma aumentano i costi.
La versione Commodore 64 è sprovvista di alcune funzioni, principalmente il sabotaggio e la contraffazione del vino, oltre ad avere diverse limitazioni quantitative.
La versione CDTV è dotata di un lessico del viticoltore incorporato. Necessita però di una scheda RAM o unità floppy a parte per poter salvare la partita.